# Heinrichsbach (Wachenbach)
Der Heinrichsbach ist ein linker Zufluss des Wachenbachs im Landkreis Main-Spessart im bayerischen Spessart. Er entsteht im Hochspessart aus dem Zusammenfluss von Metzenbach und Weihersbach im Weihersgrund nördlich vom Torhaus Aurora. Er wird auch Heinrichswasser genannt.

## Name
Der Heinrichsbach ist wohl so benannt, weil Kaiser Heinrich IV. einige Zeit in der Umgebung lebte. Einen Zusammenhang mit der am Wachenbach liegenden Heinrichsmühle besteht nicht. Im Jahre 1666 wurde der Bach als Cunerichswasser erwähnt.

## Geographie

### Quellbäche

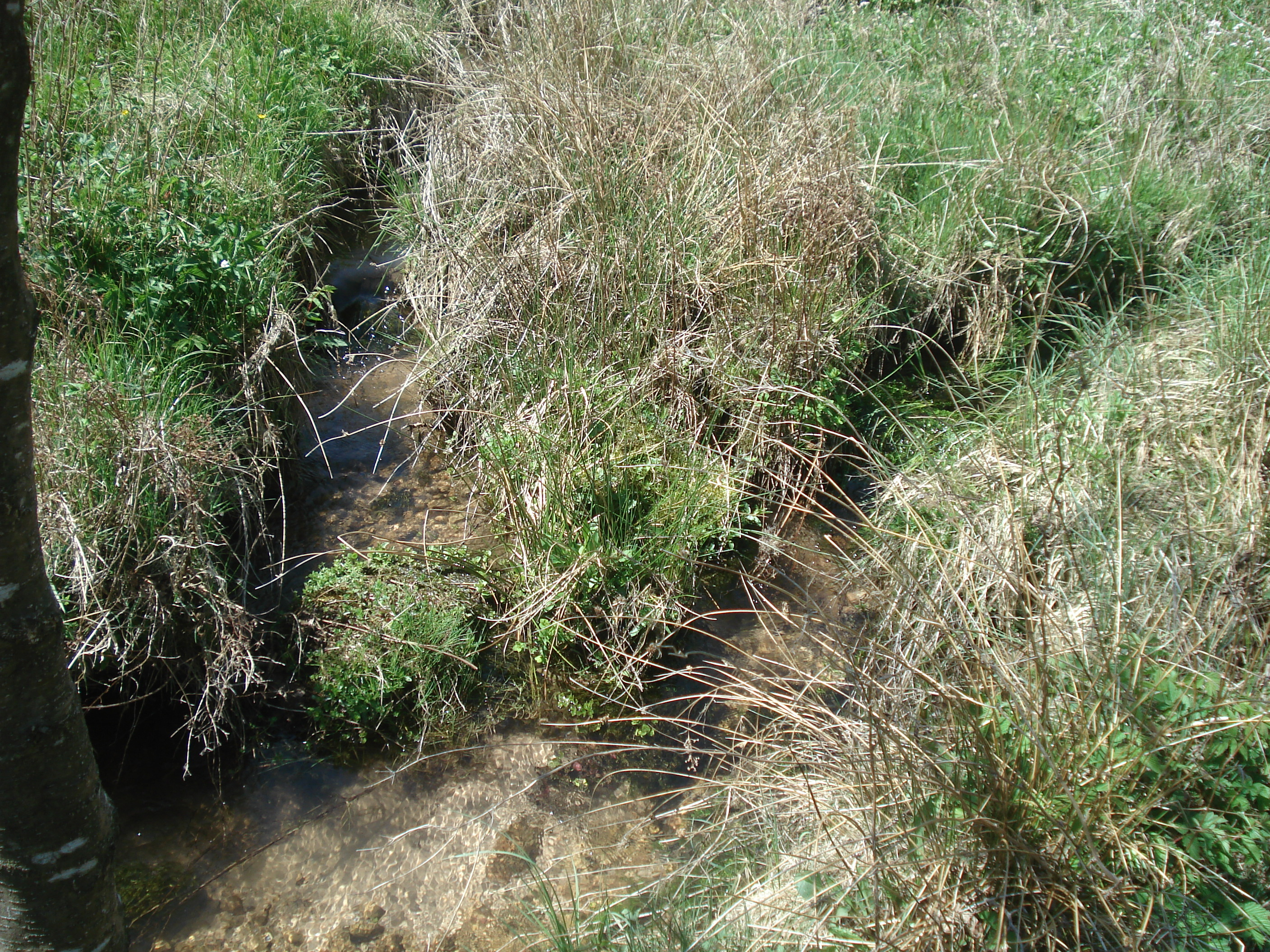
Zusammenfluss von Metzenbach (hinten links) und Weihersbach (hinten rechts)

#### Metzenbach
Der rechte Quellbach, der Metzenbach, entspringt im Metzenbrunnen auf 457 m ü. NN am Geiersberg (586 m), der höchsten Erhebung im Spessart. Er fließt in östliche Richtung und ist mit 2,2 km der längere und wasserreichere Quellbach.

#### Weihersbach
Der 1,9 km lange, linke Quellbach, der Weihersbach, entspringt auf etwa 415 m ü. NN am Fuße des Bayerskopfes (523 m) in einem versumpften Gebiet. Er verläuft in südöstliche Richtung. Im Sommer führt der Weihersbach kein Wasser. Das trockene Bachbett wird dann erst wieder in einem betonierten Kanal vom Überlauf des Weihersbrunnens gespeist. Etwa 200 m nach dieser Stelle vereinigt sich dann der Weihersbach mit dem Metzenbach.

### Verlauf
Vom Zusammenfluss der Quellbäche im Naturschutzgebiet Weihersgrund fließt der Heinrichsbach in südöstliche Richtung. Von dort ab befindet sich am linken Talhang die Grenze zum heute gemeindefreien Gebiet Fürstlich Löwensteinscher Park. Im weiteren Verlauf passiert er die zu Bischbrunn gehörende Einöde Sylvan im Weihersgrund. Unterhalb lagen zwei vom Heinrichsbach betriebenen Mühlen, die Schulzen- und die Weihersmühle. Von beiden sind heute nur noch die Grundmauern zu sehen. Vorbei am zu Esselbach gehörenden Schleifthor erreicht der Bach den früheren Platz der im Jahre 1842 abgebrochenen Käfermühle. Kurz vor seiner Mündung speist der Heinrichsbach die heute noch bestehende Kieseckersmühle und teilt sich auf. An der Alten Wachenmühle fließen dann beide Arme von links in den Wachenbach.

### Flusssystem Hafenlohr
- Liste der Fließgewässer im Flusssystem Hafenlohr

## Naturschutzgebiet Weihersgrund

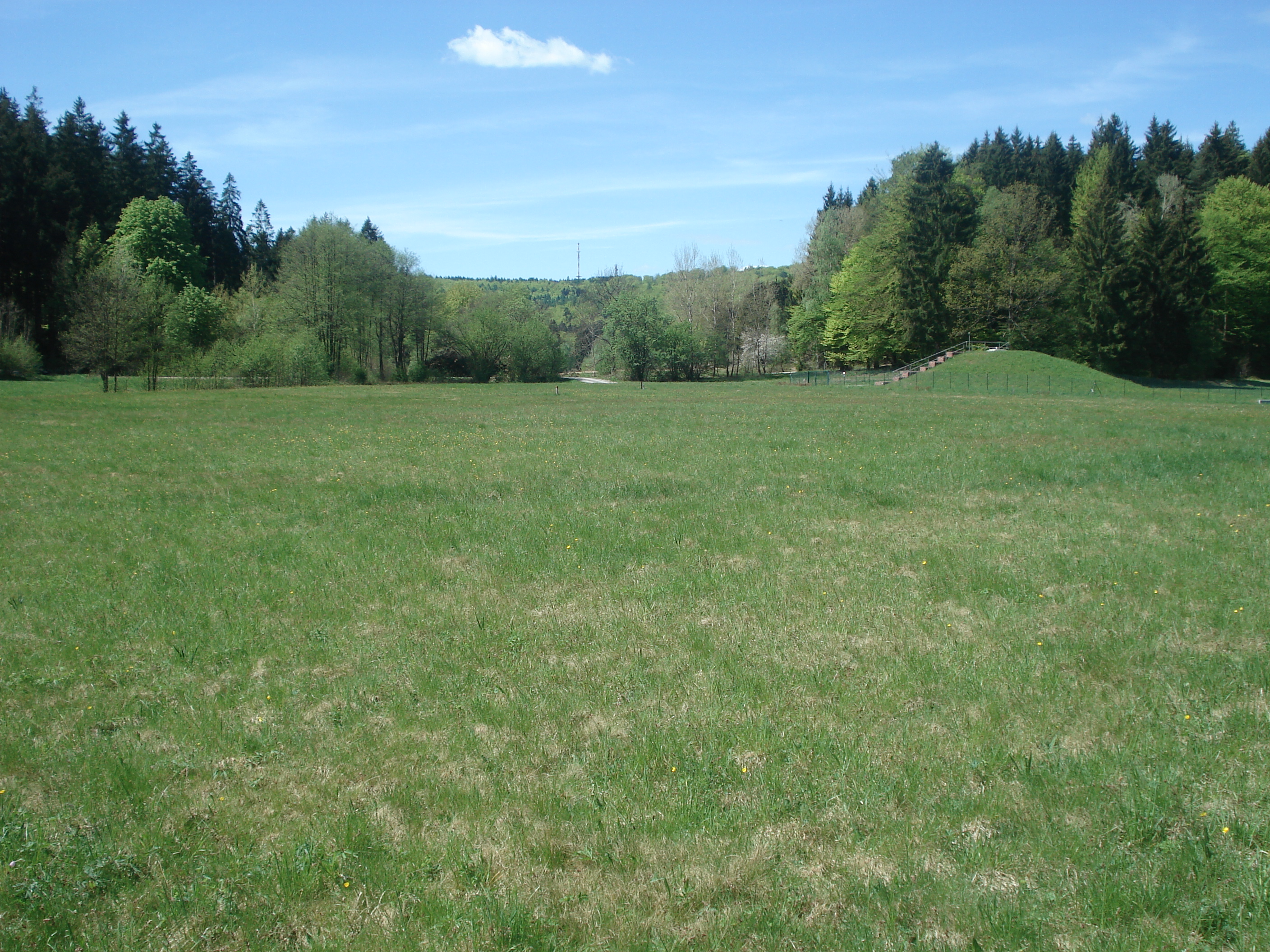
Naturschutzgebiet Weihersgrund

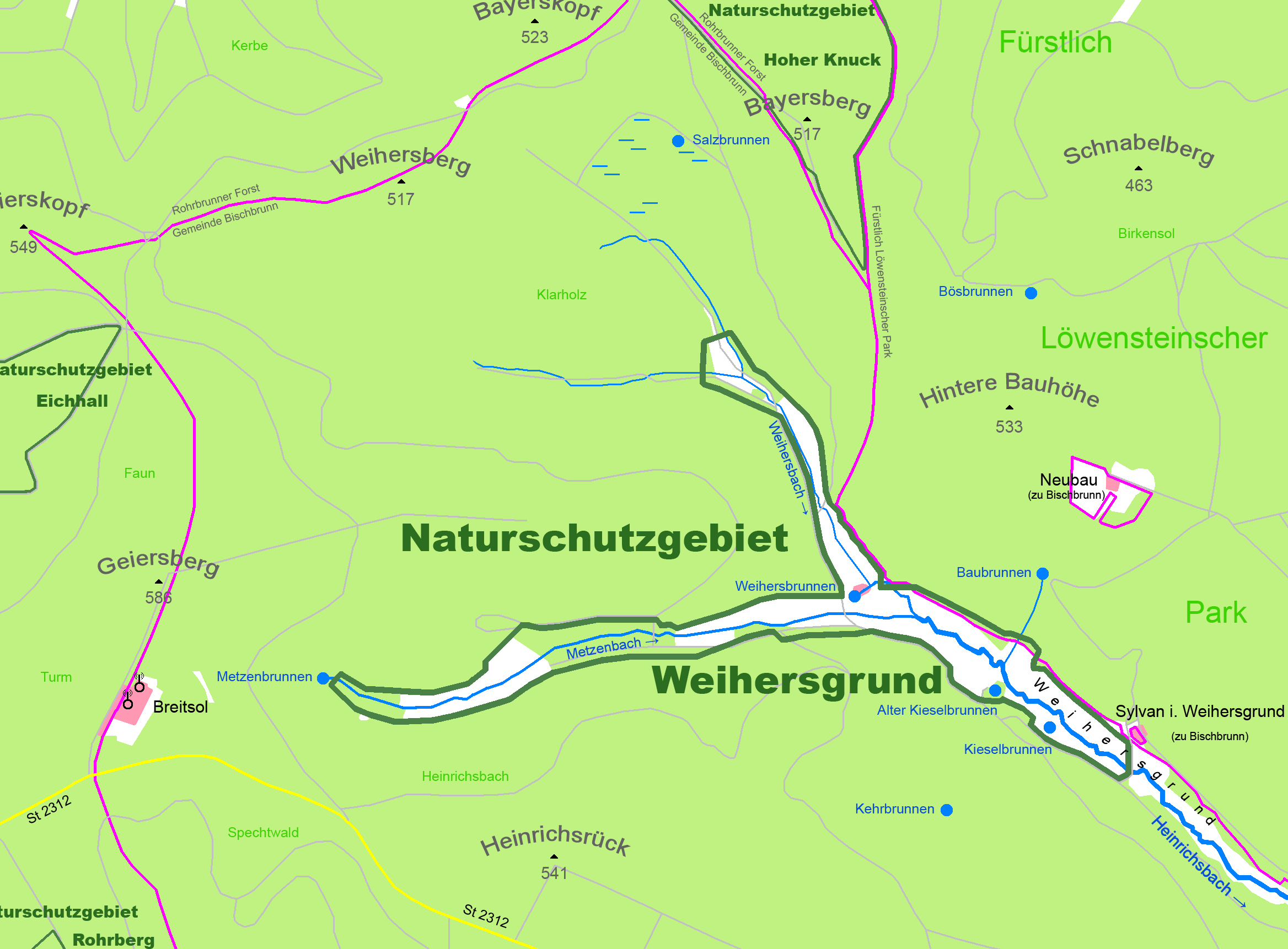
Karte des Naturschutzgebietes

Das etwa 43 ha große Naturschutzgebiet Weihersgrund wurde 1998 ausgewiesen. Es liegt nördlich von Bischbrunn im Bischbrunner Forst, unterhalb des Geiersberges, im Bereich der Bäche Weihersbach und Metzbach, die sich im Naturschutzgebiet zum Heinrichsbach vereinen. Es erstreckt sich vom Metzenbrunnen bis zum Forsthaus Sylvan im Weihersgrund. Die Talsohle des Weihersgrundes liegt etwa in Höhe der Grundwasseroberfläche, was an mehreren Stellen zu Quellaustritten führt. Im Naturschutzgebiet wurden drei Brunnen zur Trinkwassergewinnung gefasst.
Der siedlungsfreie und nahezu unberührte Talabschnitt weist artenreiche Feucht- und Nasswiesen auf. Im Weihersgrund wachsen gefährdeten Arten wie das Knöterich-Laichkraut, Arnika, Breitblättriges Knabenkraut, Kriech-Weide und Wald-Läusekraut, sowie Fleischfressende Pflanzen wie der Rundblättrige Sonnentau und der Mittlere Sonnentau. Im Naturschutzgebiet lebt der Schwarzstorch und zahlreiche Kleinsäuger, vor allem verschiedene Mäuse sowie Schmetterlinge, Heuschrecken und Amphibien.

## Mühlen

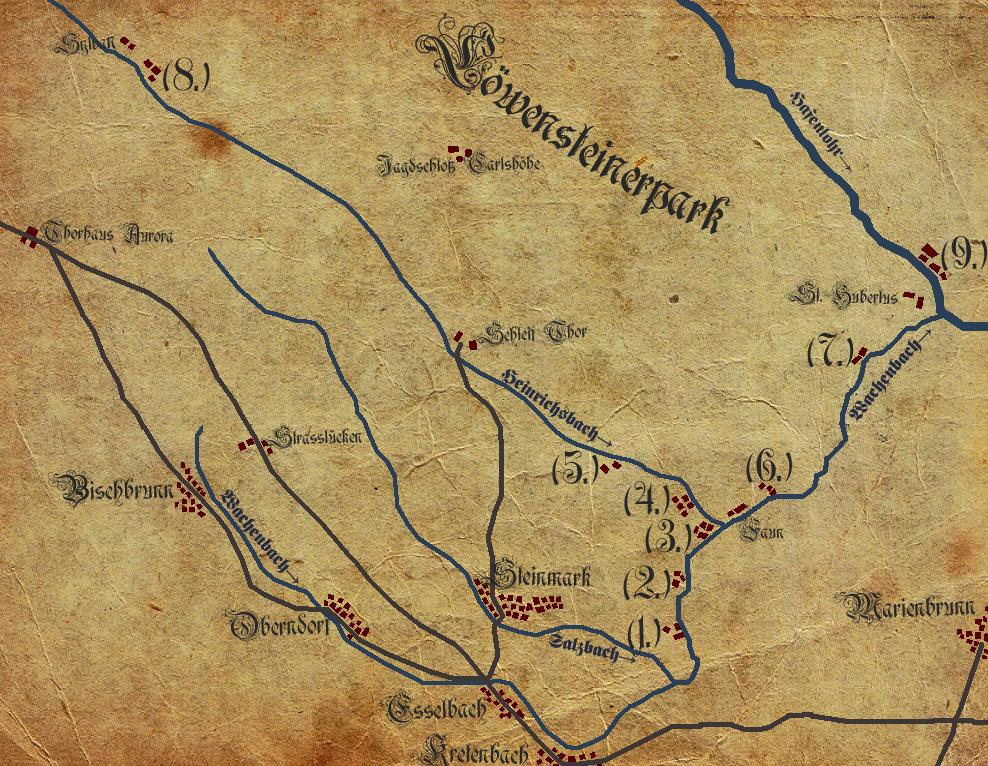
Mühlen im Wachen- und Heinrichsgrund um 1860:
----
(1.) = Petersmühle
(2.) = Heinrichsmühle
(3.) = Alte Wachenmühle
(4.) = Kieseckersmühle
(5.) = Käfermühle
(6.) = Neue Wachenmühle
(7.) = Pfeuffersmühle
(8.) = Weihersmühle
(9.) = Bahnbrückenmühle

Der Heinrichsbach durchfließt den Weihers- und Heinrichsgrund, wo er fünf Mühlen betrieb. Die Schulzenmühle und Weihersmühle (beide abgebrochen), die Käfermühle (abgebrochen) sowie die Schlehleinsmühle (abgebrochen) und Kieseckersmühle. Nur die Gebäude der Kieseckersmühle bestehen noch heute. Ein Teilarm des Heinrichsbaches durchläuft die Alte Wachenmühle.

### Schulzenmühle und Weihersmühle
Unterhalb von Sylvan im Weihersgrund lagen die heute nicht mehr bestehenden Weihersmühle (Lage) und die Schulzenmühle, die sich einen gemeinsamen Mühlgraben teilten. Die Schulzenmühle wurde 1820 errichtet. Zweihundert Meter unterhalb erbaute der Schulzenmüller aus dem Material der abgebrochenen Käfermühle die Weihersmühle. Im Jahr 1908 brannte die Schulzenmühle komplett ab, daraufhin verfiel auch die Weihersmühle. Von beiden Mühlen sieht man noch heute den gemauerte Graben, Backsteinbrocken und Eisenteile sowie Grundmauern und Fundamente.

### Käfermühle
Die Käfermühle (Lage) lag einst im Heinrichsgrund zwischen Schleifthor und Kieseckersmühle. Sie wurde im Jahre 1815 von Peter Fertig, dem Besitzer der Petersmühle, erbaut. 1842 wurde sie an den Schulzenmüller verkauft und anschließend abgebrochen. Am ehemaligen Standort der Käfermühle befindet sich seit 1999 ein Pumphaus der Wassergruppe Marktheidenfeld, das den Friedrichsbrunnen fasst. Von der Mühle ist heute nur noch der Mühlkanal erkennbar.

### Schlehleinsmühle und Kieseckersmühle
Die heute noch bestehende Kieseckersmühle (Lage) befindet sich kurz vor der Mündung des Heinrichsbaches in den Wachenbach. Sie teilte sich über einen gemeinsamen Mühlgraben das Wasser mit der Schlehleinsmühle. Die Schlehleinsmühle befand sich früher direkt neben der Kieseckersmühle und besteht heute nicht mehr. 1692 wurde die erste Kieseckersmühle von Heinrich Kiesecker erbaut. Im Jahr 1789 errichtete Valentin Fertig direkt daneben die „Neue Kieseckersmühle“. Die alte Mühle wurde 1845 an Johann Georg Schlehlein verkauft. Seitdem nannte man sie Schlehleinsmühle. 1935 wurde sie verkauft und 1940 abgebrochen. Die (Neue) Kieseckersmühle war bis 1943 in Betrieb.

### Alte Wachenmühle
Siehe im Artikel Wachenbach den Abschnitt: Alte Wachenmühle.